# Биг Бенд (Калифорнија)
Биг Бенд (енгл. Big Bend) насељено је место без административног статуса у америчкој савезној држави Калифорнија.

## Демографија
По попису из 2010. године број становника је 102, што је 47 (-31,5%) становника мање него 2000. године.
| Група             | 2000.       | 2010.      |
| Белци             | 124 (83,2%) | 84 (82,4%) |
| Афроамериканци    | 0 (0,0%)    | 0 (0,0%)   |
| Азијати           | 2 (1,3%)    | 0 (0,0%)   |
| Хиспаноамериканци | 5 (3,4%)    | 2 (2,0%)   |
| Укупно            | 149         | 102        |